# Parafia Trójcy Świętej w Działoszycach
Parafia Trójcy Świętej – parafia rzymskokatolicka w Działoszycach. Należy do dekanatu skalbmierskiego diecezji kieleckiej. Założona w 1220. Mieści się przy ulicy Pińczowskiej. Duszpasterstwo w niej prowadzą księża diecezjalni.

## Zasięg parafii
Do parafii w 1984 roku należeli wierni z następujących miejscowości: Działoszyce, Chmielów, Dziekanowice, Jakubowice, Januszowice, Jastrzębniki, Jazdowice, Łabędź, Niewiatrowice, Pierocice, Słupów, Szczotkowice i Wymysłów

## Historia
Od 1739 do śmierci, w 1769 r., działoszyckim plebanem był ks. Antoni Wiszowaty h. Roch (ur. w 1706 r.), który pochowany został w miejscowym kościele przy ołtarzu św. Krzyża. Był on m.in. fundatorem zachowanej do dziś barokowej kamiennej figury św. Antoniego Padewskiego, mającej z postumentem wysokość 3,6 m, która znajduje się po wschodniej stronie miasta, od strony Jakubowic, przy skrzyżowaniu ulic Pińczowskiej i Tomasza Adrianowicza. Na froncie postumentu obok herb Roch w ozdobnym otoku stylizowanych liści zwieńczonym otwartą koroną, są litery: A – W – Z – S – C – B – P – D („Antoni Wiszowaty z Szumek Kanonik Bobowski Prepozyt Działoszycki”).
Za jego kadencji, w 1761 r., gdy kolatorem był Piotr Ożarowski odbyły się w Działoszycach uroczyste Missje OO. Reformatów, z udziałem kapel z kolegiaty skalbmierskiej i z kościoła w Młodzawach Małych, po których odbyło się pochowanie kości sfinansowane przez Ludwikę ze Stradomskich i Jakuba Trembeckich, dziedziów wsi Jastrzębnik - rodziców Stanisława Trembeckiego, który urodził się w tej parafii.
W latach 1861-1862 wikariuszem w Działoszycach był ks. Kacper Grzywaczewski, działacz patriotyczny, który po przeniesieniu do rodzinnej Mogielnicy włączył się w przygotowania do powstania styczniowego, miał tam dowodzić własnym oddziałem. Jest uwieczniony, z dużym krucyfiksem na piersi, na znanym zdjęciu wykonanym przez Walerego Rzewuskiego w Krakowie w 1863 r., przedstawiającym Żuawów Śmierci polski oddział wojskowy powstania styczniowego sformowany w lutym 1863 w Ojcowie przez oficera francuskiego Franciszka Rochebrune’a. Później K. Grzywaczewski był emigrantem i w sierpniu 1866 r. był poszukiwany przez Rząd Gubernialny Radomski. który wzywał go, po rygorem skazania na bezpowrotne z kraju wygnanie, do zameldowania się w kraju. W urzędowych obwieszczeniach K. Grzywaczewski był określany mianem byłego Proboszcza w m. Działoszycach Powiecie Miechowskim. W 1875 r. ks. K. Grzywaczewski wrócił do kraju, gdzie jako "polityczny przestępca" został skazany do katorgi, lecz cesarz w 1875 r. zmienił mu katorgę na osiedlenie w Syberji, pozbawiając go praw stanu.
Od 1862 r. wikariuszem był ks. Ignacy Pilniakowski (1838-1894).
Od 13 czerwca 1921 r. do 17 lipca 1922 wikariuszem był ks. Jan Francuz, kapelan Wojska Polskiego podczas wojny bolszewickiej 1920, który swoją postawą zdobył tak duży szacunek i uznanie, że gdy w 1922 r. rozeszła się wieść o zamiarze przeniesienia go do innej parafii, mieszkańcy Działoszyc wystosowali do biskupa kieleckiego petycję z prośbą o pozostawienie ks. Francuza w ich parafii. O tym, jak wielkim szacunkiem otaczano Księdza świadczy fakt, że przedstawiciele różnych instytucji i firm wysyłali do biskupa telegramy z prośbą, by kapłan mógł u nich pozostać. Ulegając licznym petycjom, biskup wstrzymał swoją decyzję, lecz wkrótce ks. Francuz musiał opuścić przychylną mu parafię, by objąć probostwo w Stradowie.